# Ljungsbro
Ljungsbro est une localité de Suède située à 15 km au nord-ouest de Linköping.